# Battle and Romance
Battle and Romance (яп. バトル アンド ロマンス Batoru ando Romansu) — первый альбом японской идол-группы Momoiro Clover Z. Вышел в Японии 27 июля 2011 года.

## История
Альбом был издан на CD в трёх версиях: обычной и двух лимитированных (A, B). Обычное издание включало только компакт-диск, а в лимитированных изданиях было по два диска: в A был второй CD с шестью сольными песнями, а в B — DVD-диск с двумя видеоклипами.
Альбом дебютировал на 3 месте в недельном чарте продаж альбомов компании Oricon (Oricon Weekly Albums Chart).
На 4-й церемонии CD Shop Awards альбом получил Гран-при. Группа Momoiro Clover Z стала первыми идолами, когда либо удостаивавшими этого приза. (CD Shop Awards — ежегодные награды. Победители выбираются голосованием работников аудиомагазинов со всей страны.)
10 апреля 2013 года лимитированные издания были переизданы. В ту неделю альбом обновил свою наивысшую позицию, продавшись по данным компании «Орикон» за неделю в 38 тысячах экземпляров и попав на 2-е место недельного чарта
В 2011 году альбом также был издан на виниле как двойник.

## Список композиций

### Обычное издание (CD)
| №   | Название                                                          | Длительность |
| --- | ----------------------------------------------------------------- | ------------ |
| 1.  | «Z Densetsu ~Owarinaki Kakumei~» (Ｚ伝説～終わりなき革命～)       |              |
| 2.  | «CONTRADICTION»                                                   |              |
| 3.  | «Mirai Bowl» (ミライボウル)                                       |              |
| 4.  | «Wani to Shampoo» (ワニとシャンプー, «Крокодил и шампунь»)        |              |
| 5.  | «Pinky Jones» (ピンキージョーンズ)                                |              |
| 6.  | «Kimi no Ato» (キミノアト)                                        |              |
| 7.  | «D’ no Junjou» (D’の純情)                                         |              |
| 8.  | «Ame no Tajikarao» (天手力男)                                     |              |
| 9.  | «Orange Note» (オレンジノート)                                    |              |
| 10. | «Ikuze! Kaitou Shoujo» (行くぜっ!怪盗少女)                        |              |
| 11. | «Stardust Serenade» (スターダストセレナーデ)                      |              |
| 12. | «Kono Uta» (コノウタ, «Эта песня»)                                |              |
| 13. | «Momoclo no Nippon Banzai!» (ももクロのニッポン万歳!, бонус-трек) |              |

### Лимитированное издание A
CD1
Список такой же, как в обычном издании
CD2
| №  | Название                                                                                 | Исполнитель   | Длительность |
| -- | ---------------------------------------------------------------------------------------- | ------------- | ------------ |
| 1. | «Taiyou to Ekubo» (太陽とえくぼ)                                                         | Канако Момота |              |
| 2. | «Fall into Me» (fall into me)                                                            | Акари Хаями   |              |
| 3. | «Ai Desu ka?» (…愛ですか?, "…Is It Love?")                                               | Сиори Тамаи   |              |
| 4. | «Datte Arin Nan Da Mon» (だって あーりんなんだもーん☆ Даттэ А:рин Нан Да Мо:н)           | Аяка Сасаки   |              |
| 5. | «Arigatou no Present» (ありがとうのプレゼント, "Thank You Present")                      | Момока Ариясу |              |
| 6. | «Koi wa Abare Oni Daiko» (恋は暴れ鬼太鼓 (яп. {{{2}}}), "Love is a Rampaging Oni Daiko") | Рэни Такаги   |              |

### Лимитированное издание B
CD
Список такой же, как в обычном издании
DVD
| №  | Название                                                                                | Длительность |
| -- | --------------------------------------------------------------------------------------- | ------------ |
| 1. | «Z Densetsu ~Owarinaki Kakumei~ (music video)» (Ｚ伝説～終わりなき革命～ (Music Video)) |              |
| 2. | «D’ no Junjou (music video)» (D’の純情 (Music Video))                                   |              |

## Чарты
| Чарт (2011)                 | Наивыс. позиция |
| --------------------------- | --------------- |
| Oricon Daily Albums Chart   | 2               |
| Oricon Weekly Albums Chart  | 3               |
| Oricon Monthly Albums Chart | 21              |
| Billboard Japan Top Albums  | 7               |

| Чарт (2013)                 | Наивыс. позиция |
| --------------------------- | --------------- |
| Oricon Daily Albums Chart   | 2               |
| Oricon Weekly Albums Chart  | 2               |
| Oricon Monthly Albums Chart | 6               |

## Награды

### 4th CD Shop Awards
| Год  | Номинируемая работа | Категория | Результат |
| ---- | ------------------- | --------- | --------- |
| 2011 | Battle and Romance  | Гран-при  | Победа    |